# Grace O’Sullivan

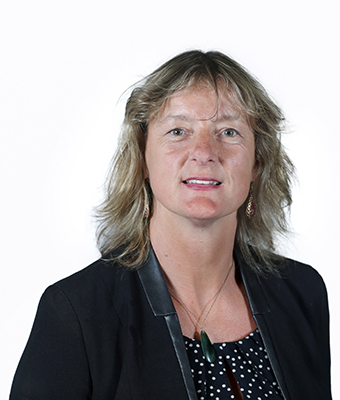
Grace O’Sullivan (2016)

Grace O’Sullivan (* 8. März 1962 in Tramore, County Waterford, Irland) ist eine irische Umweltaktivistin und Politikerin (Green Party). Von 2016 bis 2019 war O’Sullivan Senatorin für das Agricultural Panel des Seanad Éireann, des irischen Oberhauses. Im Zuge der Europawahl 2019 gewann sie im Wahlkreis Südirland ein Mandat und war seitdem Mitglied des neunten Europäischen Parlaments. Bei der Europawahl 2024 wurde sie nicht wiedergewählt.

## Leben
Grace O’Sullivan wurde 1962 in Tramore in der südirischen Grafschaft Waterford geboren. In ihrer Jugend widmete sich O’Sullivan besonders dem Sport sowie der ehrenamtlichen Lebensrettung. Im Alter von 16 Jahren trat sie der Tramore Sea and Cliff Rescue bei, im Alter von 18 Jahren dem lokalen Ortsverband der Royal National Lifeboat Institution. 1981 gewann sie als erste Frau die nationale Surf-Meisterschaft Irlands.
1983 begann O’Sullivan für die Umweltorganisation Greenpeace zu arbeiten; unter anderem verbrachte sie mehr als zehn Jahre auf verschiedenen Greenpeace-Schiffen. O’Sullivan war unter anderem Mitglied der Crew der Rainbow Warrior, bevor diese 1985 bei Neuseeland vom Französischen Auslandsgeheimdienst versenkt wurde. Des Weiteren arbeitete sie mehrere Jahre für die Organisation an ihrem Hauptsitz in Amsterdam.
Bei der Europawahl 2014 kandidierte O’Sullivan im Wahlkreis Südirland, errang dort jedoch nur gut 4 Prozent der Vorzugsstimmen. Auch bei den Wahlen zum 32. Irischen Dáil im Jahr 2016 gewann sie kein Mandat. 2016 wurde sie als Senatorin für das Agricultural Panel des Seanad Éireann, des irischen Oberhauses, gewählt – als einzige Senatorin der Irish Green Party.
Bei den Europawahlen 2019 gewann die Irish Green Party erheblich mehr Stimmen: Neben Ciarán Cuffe im Wahlkreis Dublin errang auch Grace O’Sullivan im Wahlkreis Südirland mit 10,56 Prozent der Stimmen eines der fünf Mandate des Wahlkreises. Zwischenzeitlich war von einer Mitbewerberin eine Neuauszählung eingefordert, auf die diese jedoch später verzichtete. Seitdem ist O’Sullivan Mitglied des neunten Europäischen Parlaments; sie schloss sich gemeinsam mit Ciarán Cuffe der Fraktion der Grünen/EFA an. Für ihre Fraktion ist sie Mitglied im Ausschuss für Umweltfragen, öffentliche Gesundheit und Lebensmittelsicherheit sowie im Fischereiausschuss.